# Friedrichsdorf (Hofgeismar)
Friedrichsdorf ist seit der hessischen Gebietsreform Anfang der 1970er Jahre ein Stadtteil der nahe gelegenen Stadt Hofgeismar im nordhessischen Landkreis Kassel.

## Geschichte

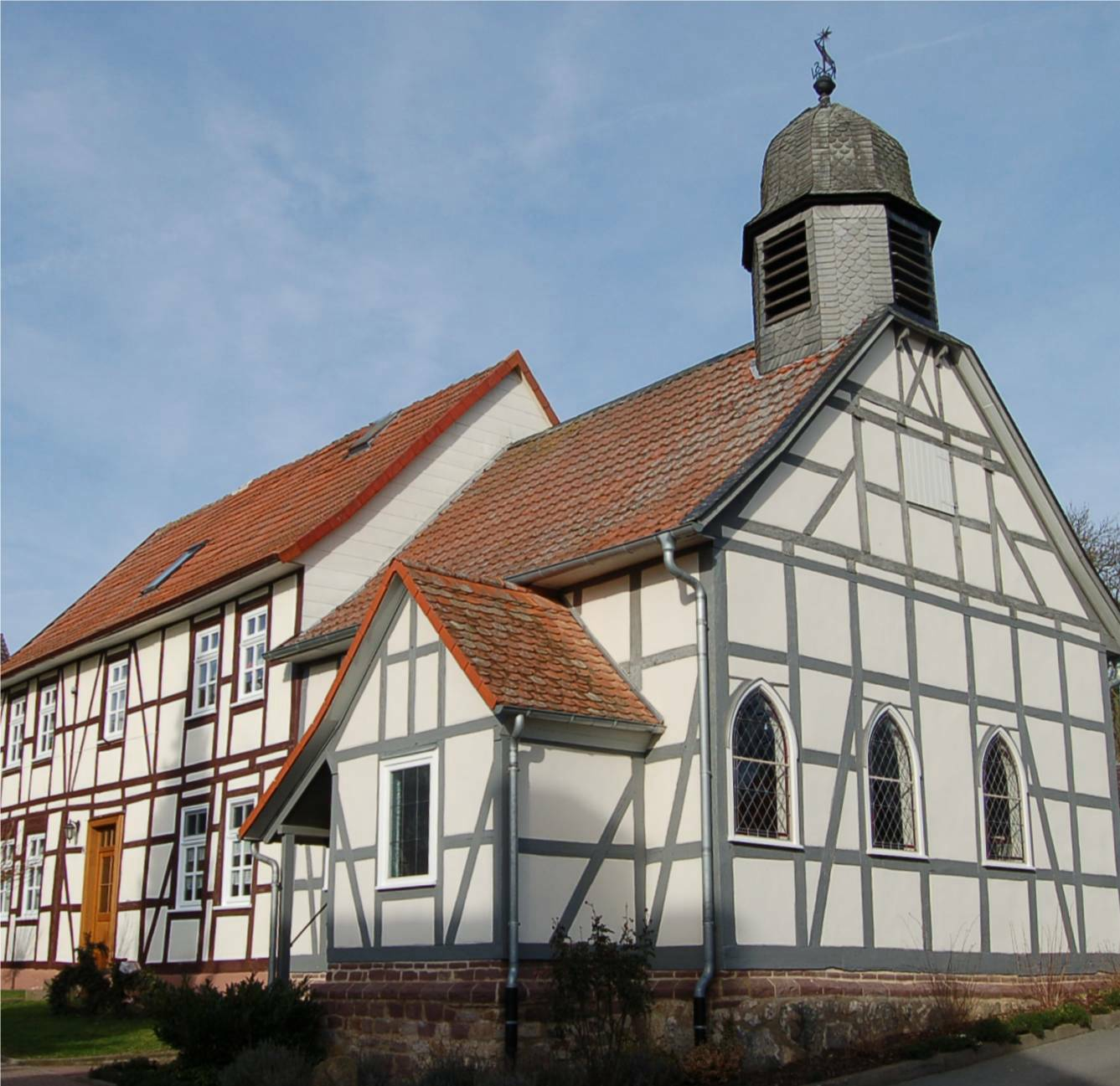
Friedrichsdorf – ehemalige Schule und Hugenottenkirche

### Ortsgeschichte
Das landwirtschaftlich geprägte Dorf entstand für die Nachkommen hugenottischer Glaubensflüchtlinge aus Frankreich im Jahre 1775 unter Landgraf Friedrich II. von Hessen-Kassel, etwa gleichzeitig mit den Siedlungen Friedrichsfeld (heute Stadtteil von Trendelburg) und Friedrichsthal (heute Stadtteil von Grebenstein). Die ersten Siedler waren Bewohner aus den Hugenotten-Siedlungen Kelze, Schöneberg und Gewissenruh, die dort keinen ausreichenden Platz mehr fanden. Die ersten 10 Familien in Friedrichsdorf sollen Nachkommen der in Kelze angesiedelten Hugenottenfamilien gewesen sein, denen jeweils 1 Kasseler Acker Garten und 30 Kasseler Acker Land zugewiesen wurden. Nur mühsam konnte der Ackerboden unterhalb des Wattbergs verbessert werden.
Im Jahre 1815 wurden die kleine Fachwerkkirche und die daran anschließende Schule des Ortes errichtet. Bis 1822 wurde die Gemeinde von einem französischen Prediger aus Hofgeismar betreut, bevor im gleichen Jahr die deutsche und die französische Gemeinde in Hofgeismar zusammengelegt wurden.
Am 31. Dezember 1970 wurde die bis dahin selbständige Gemeinde Friedrichsdorf im Zuge der Gebietsreform in Hessen auf freiwilliger Basis in die Stadt Hofgeismar eingemeindet. Für Friedrichsdorf, wie für alle durch die Gebietsreform nach Hofgeismar eingegliederten Gemeinden, wurde ein Ortsbezirk eingerichtet.

### Verwaltungsgeschichte im Überblick
Die folgende Liste zeigt die Staaten und Verwaltungseinheiten, denen Friedrichsdorf angehört(e):
- ab 1775: Heiliges Römisches Reich, Landgrafschaft Hessen-Kassel, Amt Hofgeismar
- ab 1806: Landgrafschaft Hessen-Kassel, Amt Hofgeismar
- 1807–1813: Königreich Westphalen, Departement  der Fulda, Distrikt Kassel, Kanton Hofgeismar
- ab 1815: Kurfürstentum Hessen, Amt Hofgeismar[7]
- ab 1821: Kurfürstentum Hessen, Provinz Niederhessen, Kreis Hofgeismar[8][Anm. 2]
- ab 1848: Kurfürstentum Hessen, Bezirk Kassel
- ab 1851: Kurfürstentum Hessen, Provinz Niederhessen, Kreis Hofgeismar
- ab 1867: Königreich Preußen, Provinz Hessen-Nassau, Regierungsbezirk Kassel, Kreis Hofgeismar
- ab 1871: Deutsches Reich, Königreich Preußen, Provinz Hessen-Nassau, Regierungsbezirk Kassel, Kreis Hofgeismar
- ab 1918: Deutsches Reich, Freistaat Preußen, Provinz Hessen-Nassau, Regierungsbezirk Kassel, Kreis Hofgeismar
- ab 1944: Deutsches Reich, Freistaat Preußen, Provinz Kurhessen, Landkreis Hofgeismar
- ab 1945: Amerikanische Besatzungszone, Groß-Hessen, Regierungsbezirk Kassel, Landkreis Hofgeismar
- ab 1946: Amerikanische Besatzungszone, Hessen, Regierungsbezirk Kassel, Landkreis Hofgeismar
- ab 1949: Bundesrepublik Deutschland, Hessen, Regierungsbezirk Kassel, Landkreis Hofgeismar
- ab 1971: Bundesrepublik Deutschland, Hessen, Regierungsbezirk Kassel, Landkreis Hofgeismar, Stadt Hofgeismar[Anm. 3]
- ab 1972: Bundesrepublik Deutschland, Land Hessen, Regierungsbezirk Kassel, Landkreis Kassel, Stadt Hofgeismar

## Bevölkerung

### Einwohnerstruktur 2011
Nach den Erhebungen des Zensus 2011 lebten am Stichtag dem 9. Mai 2011 in Friedrichsdorf 96 Einwohner. Darunter waren keine Ausländer.
Nach dem Lebensalter waren 12 Einwohner unter 18 Jahren, 39 zwischen 18 und 49, 21 zwischen 50 und 64 und 27 Einwohner waren älter. Die Einwohner lebten in 39 Haushalten. Davon waren 9 Singlehaushalte, 15 Paare ohne Kinder und 15 Paare mit Kindern, sowie keine Alleinerziehende und keine Wohngemeinschaften. In 12 Haushalten lebten ausschließlich Senioren und in 21 Haushaltungen lebten keine Senioren.

### Einwohnerentwicklung
- 1779: 10 Haushaltungen[5]

| Friedrichsdorf: Einwohnerzahlen von 1834 bis 2020 | Friedrichsdorf: Einwohnerzahlen von 1834 bis 2020 | Friedrichsdorf: Einwohnerzahlen von 1834 bis 2020 | Friedrichsdorf: Einwohnerzahlen von 1834 bis 2020 | Friedrichsdorf: Einwohnerzahlen von 1834 bis 2020 |
| --- | ------------------------------------------------- | ------------------------------------------------- | ------------------------------------------------- | ------------------------------------------------- |
| Jahr |                                                   |                                                   |                                                   | Einwohner                                         |
| 1834 | 1834                                              |                                                   | 72                                                | 72                                                |
| 1840 | 1840                                              |                                                   | 80                                                | 80                                                |
| 1846 | 1846                                              |                                                   | 108                                               | 108                                               |
| 1852 | 1852                                              |                                                   | 86                                                | 86                                                |
| 1858 | 1858                                              |                                                   | 94                                                | 94                                                |
| 1864 | 1864                                              |                                                   | 82                                                | 82                                                |
| 1871 | 1871                                              |                                                   | 84                                                | 84                                                |
| 1875 | 1875                                              |                                                   | 75                                                | 75                                                |
| 1885 | 1885                                              |                                                   | 87                                                | 87                                                |
| 1895 | 1895                                              |                                                   | 61                                                | 61                                                |
| 1905 | 1905                                              |                                                   | 69                                                | 69                                                |
| 1910 | 1910                                              |                                                   | 80                                                | 80                                                |
| 1925 | 1925                                              |                                                   | 86                                                | 86                                                |
| 1939 | 1939                                              |                                                   | 101                                               | 101                                               |
| 1946 | 1946                                              |                                                   | 192                                               | 192                                               |
| 1950 | 1950                                              |                                                   | 178                                               | 178                                               |
| 1956 | 1956                                              |                                                   | 149                                               | 149                                               |
| 1961 | 1961                                              |                                                   | 95                                                | 95                                                |
| 1967 | 1967                                              |                                                   | 102                                               | 102                                               |
| 1970 | 1970                                              |                                                   | 108                                               | 108                                               |
| 1980 | 1980                                              |                                                   | ?                                                 | ?                                                 |
| 1990 | 1990                                              |                                                   | 119                                               | 119                                               |
| 2000 | 2000                                              |                                                   | 125                                               | 125                                               |
| 2005 | 2005                                              |                                                   | 104                                               | 104                                               |
| 2010 | 2010                                              |                                                   | 100                                               | 100                                               |
| 2011 | 2011                                              |                                                   | 96                                                | 96                                                |
| 2015 | 2015                                              |                                                   | 92                                                | 92                                                |
| 2020 | 2020                                              |                                                   | 100                                               | 100                                               |
| Datenquelle: Historisches Gemeindeverzeichnis für Hessen: Die Bevölkerung der Gemeinden 1834 bis 1967. Wiesbaden: Hessisches Statistisches Landesamt, 1968. Weitere Quellen: bis 1970:; nach 1970: Stadt Hofgeismar; Zensus 2011 |                                                   |                                                   |                                                   |                                                   |

### Historische Religionszugehörigkeit
Quelle: Historisches Ortslexikon
| • 1885: | 87 evangelische (= 100 %) Einwohner                               |
| • 1961: | 80 evangelische (= 84,21 %), 15 katholische (= 15,79 %) Einwohner |

## Politik
Für den Stadtteil Friedrichsdorf besteht ein Ortsbezirk mit Ortsbeirat und Ortsvorsteher nach der Hessischen Gemeindeordnung. Er umfasst das Gebiet der ehemaligen Gemeinde Friedrichsdorf.
Der Ortsbeirat besteht aus fünf Mitgliedern. Bei den Kommunalwahlen in Hessen 2021 betrug die Wahlbeteiligung zum Ortsbeirat 82,50 %. Alle Kandidaten gehörten der „Wählergemeinschaft Friedrichsdorf“ an. Der Ortsbeirat wählte Torben Busse zum Ortsvorsteher.

## Kulturdenkmäler
Für die unter Denkmalschutz stehenden Kulturdenkmäler des Ortes siehe die Liste der Kulturdenkmäler in Friedrichsdorf (Hofgeismar).

## Ehrenbürger
- 27. März 1895 Otto von Bismarck (1815–1898), Reichskanzler